# Rhaphidostichum leeanum
Rhaphidostichum leeanum là một loài rêu trong họ Sematophyllaceae. Loài này được Dixon & Thér. ex E.B. Bartram mô tả khoa học đầu tiên năm 1938.